# Orta San Giulio

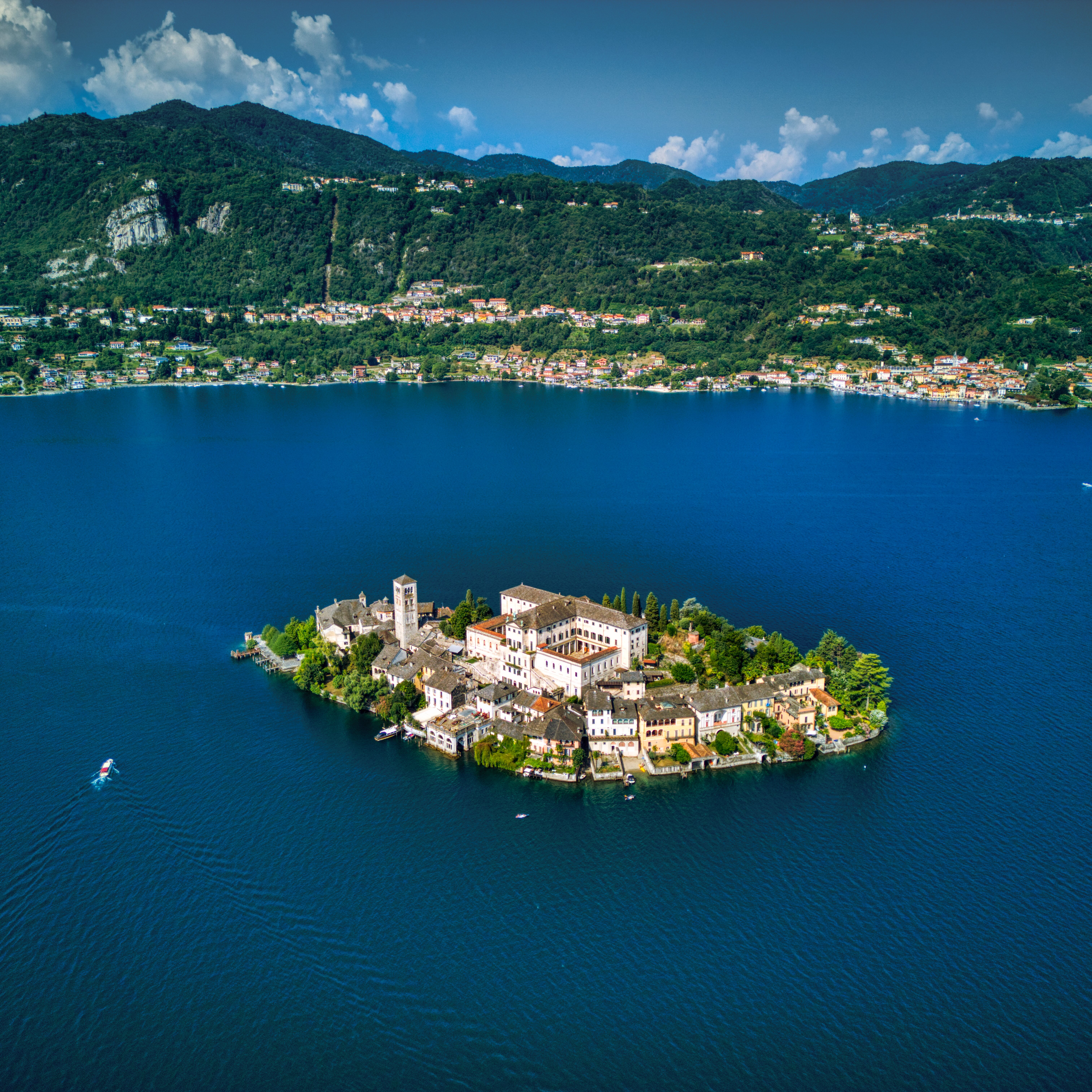
l'île Saint-Jules (Isola San Giulio)

Orta San Giulio est une commune de la province de Novare, dans le Piémont, en Italie.

## Présentation
Dans le nord-est du Piémont, au pied des Alpes se trouve le lac d'Orta. C’est un des plus petits des lacs d’Italie du Nord. Il est aussi un des plus intéressants culturellement et historiquement.
Orta est un petit bourg situé au bord du lac du même nom. C’est un village à taille humaine avec des rues pittoresques qui toutes débouchent sur la vieille place du marché. Celle-ci est réputée car elle a toujours été un point d’accueil de nombreux voyageurs. Le point de mire sur la place du marché est le palais communal, de style renaissance datant de 1582. Orta, le lac et ses environs furent donnés à l’évêque de Novara par l’empereur.

### île Saint-Jules
L'unique île du lac d'Orta, l'île Saint-Jules (Isola San Giulio), fait partie de la commune d'Orta. Elle se situe à 400 mètres de la rive du lac. Elle dispose d'un cloître baroque et d'une grande basilique romane.
Une légende typique, comme il en existe pour la période des premières missions chrétiennes, raconte la fondation des villes chrétiennes autour du lac. Celle-ci raconte que San Giulio est arrivé dans l’île au IVe siècle. Il arriva sur les bords du lac d’Orta mais personne ne voulut le conduire sur l’île San Giulio car les habitants de la région croyaient qu’elle était habitée par des serpents monstrueux et un dragon. Il dut ainsi s’y rendre seul. Pour ce faire il jeta son manteau sur la surface du lac puis y grimpa et à l’aide de son bâton rama jusqu’à l’île. Arrivé à destination il chassa les monstres et vainquit le dragon. On peut voir encore aujourd’hui des représentations de cette légende dans la basilique.
Les habitants de la région se rappellent encore aujourd'hui que la fondation de leur village commença par cette légende. Dans la crypte de la basilique sont conservées les reliques de San Giulio. La basilique romane à trois nefs fut « baroquisée » aux XVIIe et XVIIIe siècles.  On peut y voir un des plus significatifs chefs-d’œuvre romans de la sculpture d’Italie du Nord. Une chaire en pierre noire polie avec les symboles des évangélistes et au-dessous des monstres combattant : un serpent et un dragon.
Cette île a toujours joué un rôle important par le passé. Les Lombards y ont érigé un ouvrage fortifié au VIe siècle. En 962 l’empereur germanique Othon Ier assiégea la forteresse dans laquelle l’épouse du dernier roi d’Italie Bérenger II avait fait construire sa villa. Othon Ier fut vainqueur et plaça Orta San Giulio sous sa protection personnelle.
Orta est un endroit enchanteur. Les prémices de la Méditerranée y sont perceptibles partout.[non neutre]
Friedrich Nietzsche qui se rendit à Orta en 1882 fit sa cour à Lou Andreas Salomé qui l’éconduisit. Sa poésie philosophique, Ainsi parlait Zarathoustra, a pris naissance à Orta.[réf. nécessaire]

## Administration
| Période                                  | Période  | Identité         | Étiquette     | Qualité |
| ---------------------------------------- | -------- | ---------------- | ------------- | ------- |
| 14 juin 2004                             | En cours | Stefano Cusinato | centre gauche |         |
| Les données manquantes sont à compléter. |          |                  |               |         |

### Hameaux
Legro, Corconio, Imolo.

### Communes limitrophes
Ameno, Bolzano Novarese, Gozzano, Miasino, Pella, Pettenasco, San Maurizio d'Opaglio, Omegna.